# ساندور سابو (مصارع محترف)
ساندور سابو (بالمجرية: Szabó Sándor)‏ هو مصارع محترف مجري، ولد في 4 يناير 1906 في كوشيتسه في سلوفاكيا، وتوفي في 16 أكتوبر 1966 في لوس أنجلوس في الولايات المتحدة.

## روابط خارجية
- ساندور سابو على موقع قاعدة بيانات المصارعة الدولية (الإنجليزية)
- ساندور سابو على موقع CageMatch worker (الإنجليزية)
- ساندور سابو على موقع عالم المصارعة على الإنترنت (الإنجليزية)